# صفية السجلماسية
صفية السجلماسية هي الفقيهة الرضية صفية بنت الفقيه عبد الواحد بن أحمد السجلماسي، من العالمات المغربيات اللواتي برزن خلال العهد السعدي.

## حياتها
ذكرها والدها في فهرسه الإلمام بمناسبة حصولها بالتبعية له على إجازة الشيخ عبد الرحمان بن عبد القادر بن فهد الهاشمي (آخر فقهاء ومسندي بني فهد بمكة)، بتاريخ يوم الخميس 18 شعبان 988هـ الموافق لـ 28 شتنبر 1580م ويقول عنها المجيز:
 «وقد أجزت أيضاً...إبنته الدرة المصونة، الفاخرة المكنونة ذات الحجاب المنيع، والستر الرفيع، الفقيهة النقية البهية، السيدة الشريفة صفية، صان الله حجابها».